# McDonnell Douglas CF-18 Hornet
McDonnell Douglas CF-18 Hornet (oficiální označení CF-188) je trysková stíhačka kanadského letectva odvozená z amerického F/A-18 Hornet a vyráběná firmami McDonnell Douglas a Boeing. První z kanadských CF-18 Hornetů byl zalétán 29. července 1982 továrním zalétavačem Jackem Kringsem. Ve službě je od roku 1983 a podílí se mimo jiné na operacích Severoamerického velitelství protivzdušné obrany. Bojovala také ve válce v Zálivu. Celkem jich bylo vyrobeno 138 kusů.

## Specifikace (CF-18)

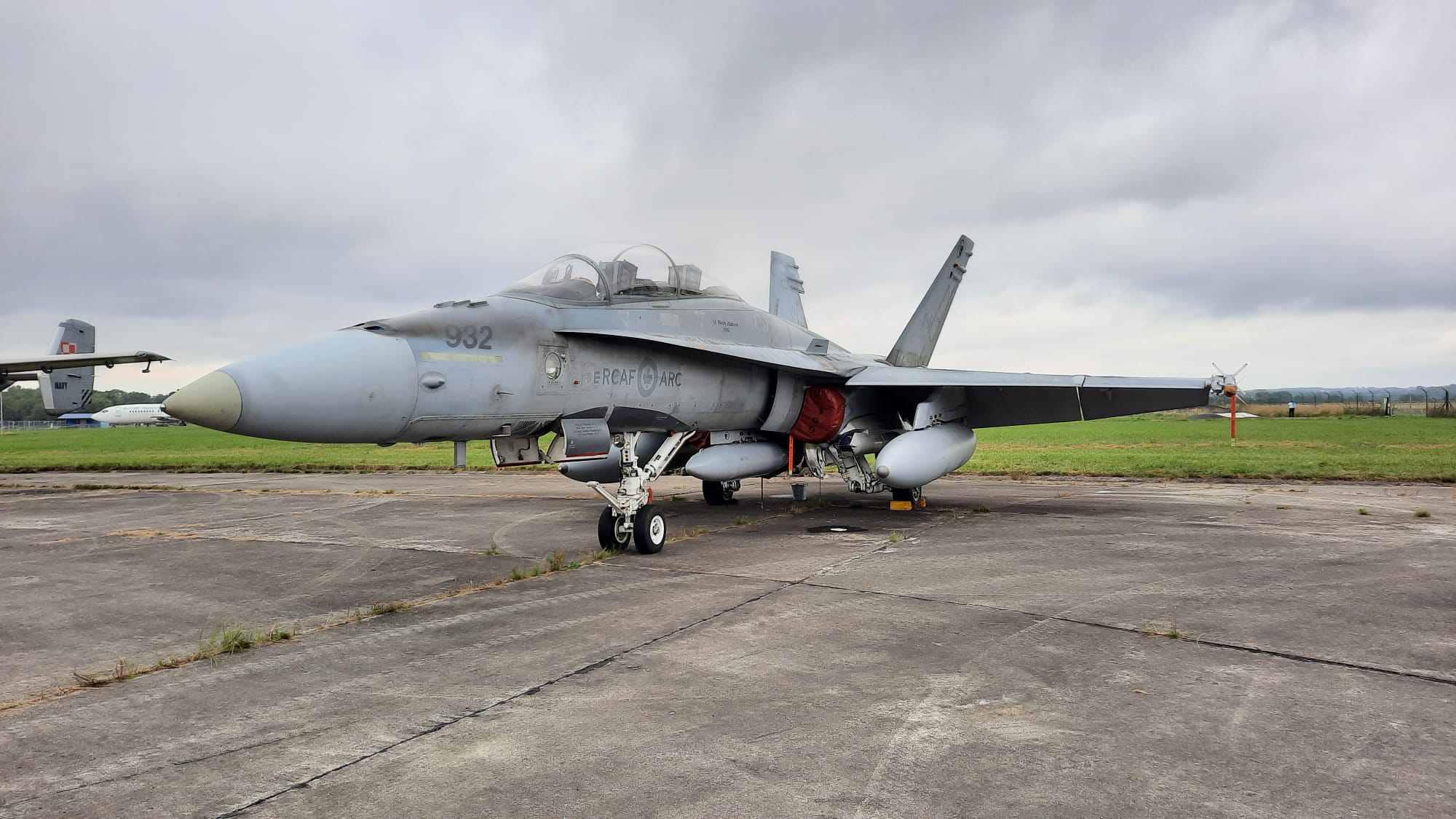
Kanadská CF-18B Hornet na Dnech NATO 2021

### Technické údaje
- Osádka: 1 nebo 2
- Délka: 17,07 m
- Rozpětí: 12,31 m
- Výška: 4,66 m
- Nosná plocha : 37,16 m²
- Hmotnost (prázdný): 10 455 kg
- Hmotnost (naložen): 16 850 kg
- Maximální vzletová hmotnost: 23 400 kg
- Pohonná jednotka: 2 × dvouproudový motor General Electric F404-GE-400, každý o tahu 72,1 kN

### Výkony
- Maximální rychlost: 1 814 km/h
- Akční rádius: 537 km
- Přeletový dolet: 3 330 km
- Dostup: 15 000 m
- Stoupavost: 254 m/s
- Tah/hmotnost: 0,89

### Výzbroj
- Kanóny: 1× 20mm kanón M61 Vulcan s 578 náboji
  - Střely: 2× AIM-7 Sparrow, 4× AIM-9 Sidewinder
- Pumy: 8× BL-755